# Walter Zwingli
Walter Zwingli (* 28. September 1925 in St. Gallen; † 10. Juli 2018 in Rheineck; heimatberechtigt in Nesslau) war ein Schweizer Politiker (FDP).

## Leben
Walter Zwingli bildete sich von 1941 bis 1947 in landwirtschaftlichen Betrieben und an der kantonalen-landwirtschaftlichen Schule in Flawil zum Landwirt aus. Ab 1948 absolvierte er an der ETH Zürich das Studium zum Ingenieur-Agronomen, das  er mit dem Diplom (Dipl. Ing.-Agr.) abschloss. 1956 wurde er ebendort bei Rudolf Koblet und Albert Frey-Wyssling zum Dr. sc. nat. promoviert. Er war von 1958 bis 1977 Direktor der kantonalen Landwirtschaftsschule Custerhof in Rheineck und von 1977 bis 1984 der Landwirtschaftsschule Rheinhof in Salez. Von 1984 bis 1990 arbeitete er als Landwirtschaftslehrer.
Er war von 1964 bis 1970 Vorstandsmitglied und von 1970 bis 1973 Präsident der Landwirtschaftlichen Gesellschaft des Kantons St. Gallen. Von 1973 bis 1980 oder 1981 war er zunächst Vizepräsident, anschliessend amtierte er bis 1989 als Präsident des St. Gallischen Bauernverbands. Ab 1972 gehörte er dem Vorstand des Schweizerischen Bauernverbands an.
Zwingli war Mitglied der FDP. Er gehörte von 1976 bis 1984 dem Grossen Rat des Kantons St. Gallen und von 1984 bis 1991 dem Nationalrat an.
Zwingli engagierte sich vor allem für das bäuerliche Bodenrecht und das landwirtschaftliche Bildungswesen sowie auch den Ausbau der Rheintal-Bahnlinie. 1988 war er einer der Mitorganisatoren der ersten OLMA-Agrargespräche.

## Schriften
- Untersuchungen über die Fertilitätsverhältnisse in schweizerischen Weissklee-Populationen mit ergänzenden zytologischen Studien. In: Zeitschrift für Pflanzenzüchtung. Bd. 36 (1956), H. 3, S. 237–288, doi:10.3929/ethz-a-000088686 (Dissertation, ETH Zürich, 1956).